# رنگین‌پوستان
رنگین‌پوستان (آفریکانس: Kleurlinge) یک گروه قومی چندنژادی بومی آفریقای جنوبی است. این گروه از ساکنان آن کشور، تبار مختلطی از جمعیت‌های مختلف ساکن منطقه اعم از خویسان، بانتو، آفریکانرها، سفیدپوستان، آسترونزیایی‌ها و هندی‌ها دارند. به دلیل ترکیب‌های گوناگون نژادی در میان رنگین‌پوستان، خانواده‌ها و همچنین افراد یک خانواده ممکن است دارای ویژگی‌های جسمانی مختلف باشند.
در کیپ غربی، یک فرهنگ ویژه از رنگین‌پوستان دماغه و یک فرهنگ وابسته به آن به نام مالایی‌های دماغه به‌وجود آمده‌است. در سایر مناطق آفریقای جنوبی، افرادی که به عنوان رنگین‌پوست طبقه‌بندی می‌شدند، معمولاً فرزندان افراد از دو نژاد یا قومیت مختلف هستند.
مطالعات ژنتیکی نشان می‌دهد که رنگین‌پوستان آفریقای جنوبی بالاترین میزان از اجداد آمیخته و اختلاط نژادی در جهان را دارد. رنگین‌پوستان بیشتر در قسمت غربی آفریقای جنوبی زندگی می‌کنند. براساس سرشماری ملی آفریقای جنوبی در سال ۲۰۱۱، این گروه در کیپ‌تاون ۴۵٫۴ درصد از کل جمعیت را تشکیل می‌دهند.